# Haydarpaşa (nádraží)
Haydarpaşa je železniční stanice Tureckých státních drah (TCDD). Nachází se ve stejnojmenné čtvrti Istanbulu, v jeho anatolské části. Z nádraží jsou vypravovány vnitrostátní, mezinárodní i regionální vlaky, které směřují na jih a jihovýchod země, ale i do zahraničí.
Nádraží bylo otevřeno v roce 1872, tehdy odsud jezdily vlaky hlavně po trati do Bagdádu a Damašku či Mediny. Současná budova však byla postavena v letech 1906 až 1908, podle návrhu architektů Otto Rittera a Hellmutha Cuno. Nádraží se stalo významným bodem na trase z Berlína do Bagdádu, kudy proudilo velké množství zboží do Německa.